# 중주
중주(重奏)는 몇 사람이 어울려서 음악을 연주할 때 각 악기가 각각 다른 음을 연주하는 것을 말한다. 이 때의 악기에는 특별한 지정은 없다. 그러나 같은 음빛깔의 것을 편성하든가 화성적인 안정감을 두기 위하여 피아노를 같이하는 경우가 많다. 현악 4중주, 피아노 3중주 등이 그 예이다. 또 목관으로 된 5중주도 애호되고 있다. 다만 현과 피아노의 편성에서는 피아노와 현의 균형이 잡히지 않고 피아노의 음률이 다르다는 점에서 작곡가들에게 경원되기도 한다.

## 같이 보기
- 이중주
- 독주